# Tommaso Protti
Tommaso Protti est un reporter photographe indépendant italien, né en 1986 à Mantoue. 
Il a obtenu le prix Carmignac du photojournalisme en 2019 et le Pictures of the Year International World Understanding Award en 2020. 

## Biographie
Tommaso Protti est né à Mantoue en 1986 et a grandi à Rome. Après avoir obtenu un diplôme en sciences politiqueset relations internationales à l'Université de Rome III, il a commencé à se consacrer à la photographie en 2011 et s'est installé à Londres où il a obtenu un Master en photojournalisme au London College of Communication. 
Il se consacre à des projets personnels au long cours, en privilégiant la photographie en noir et blanc. 
À partir de 2011, il mène un projet à long terme sur la région du sud-est de l'Anatolie en Turquie. Ce travail, « Turkish Blue Gold », est exposé en Italie, au Royaume-Uni et en Croatie. Il a été récompensé dans plusieurs concours nationaux, deux premiers prix à Fotoleggendo et Portfolio Italia, et internationaux, tels que l'International Photography Award (IPA), le New York Portfolio Review, Foto8 Summershow et Organ Vida International Photography Festival. 
Entre janvier et juillet 2019, quelques semaines avant l'arrivée au pouvoir de Jaïr Bolsonario, accompagné par le journaliste Sam Cowie, il parcourt des milliers de kilomètres en Amazonie, du Maranhão à l'est au Rondônia à l'ouest, dans la réserve d’Araribóia, l’un des états plus touchés par les feux et la déforestation illégale « au plus près des drames humains qui se jouent sur le fond inévitable de la destruction de la forêt vierge ». Ce travail est récompensé en 2019 par le prix Carmignac du photojournalisme et par le Pictures of the Year International World Understanding Award en 2020.
Tommaso Protti vit et travaille depuis 2004 à São Paulo au Brésil. Il est membre de l’agence Angustia. Ses photographies sont publiées par The New York Times, The Wall Street Journal, Time, National Geographic, The New Yorker, The Guardian, The Independent, GEO, Le Monde,, Libération,, LFI Magazine, etc. Il travaille également avec des organisations internationales comme les Nations unies.

## Publication
- Tommaso Protti et Sam Cowie (préf. Stéphen Rostain), Amazônia - Vie et mort dans la forêt tropicale brésilienne, Reliefs/Fondation Carmignac, 2019, 160 p. (ISBN 979-1096554904)

## Expositions
Liste non exhaustive 
- 2019 : Amazônia, Maison Européenne de la Photographie[14],[1]
- 2021 : Amazônia, L'Événement photographique de Nancy, grilles du Jardin du Palais du Gouvernement [15]
- 2021 : Amazônia, Saatchi Gallery, Londres[7]

## Prix et récompenses
Liste non exhaustive
- 2019 : Prix Carmignac du photojournalisme pour « Menaces sur l'Amazonie »[14]
- 2020 : 77e Pictures of the Year International, World Understanding Award[7]